# 杨沧白先生纪念堂

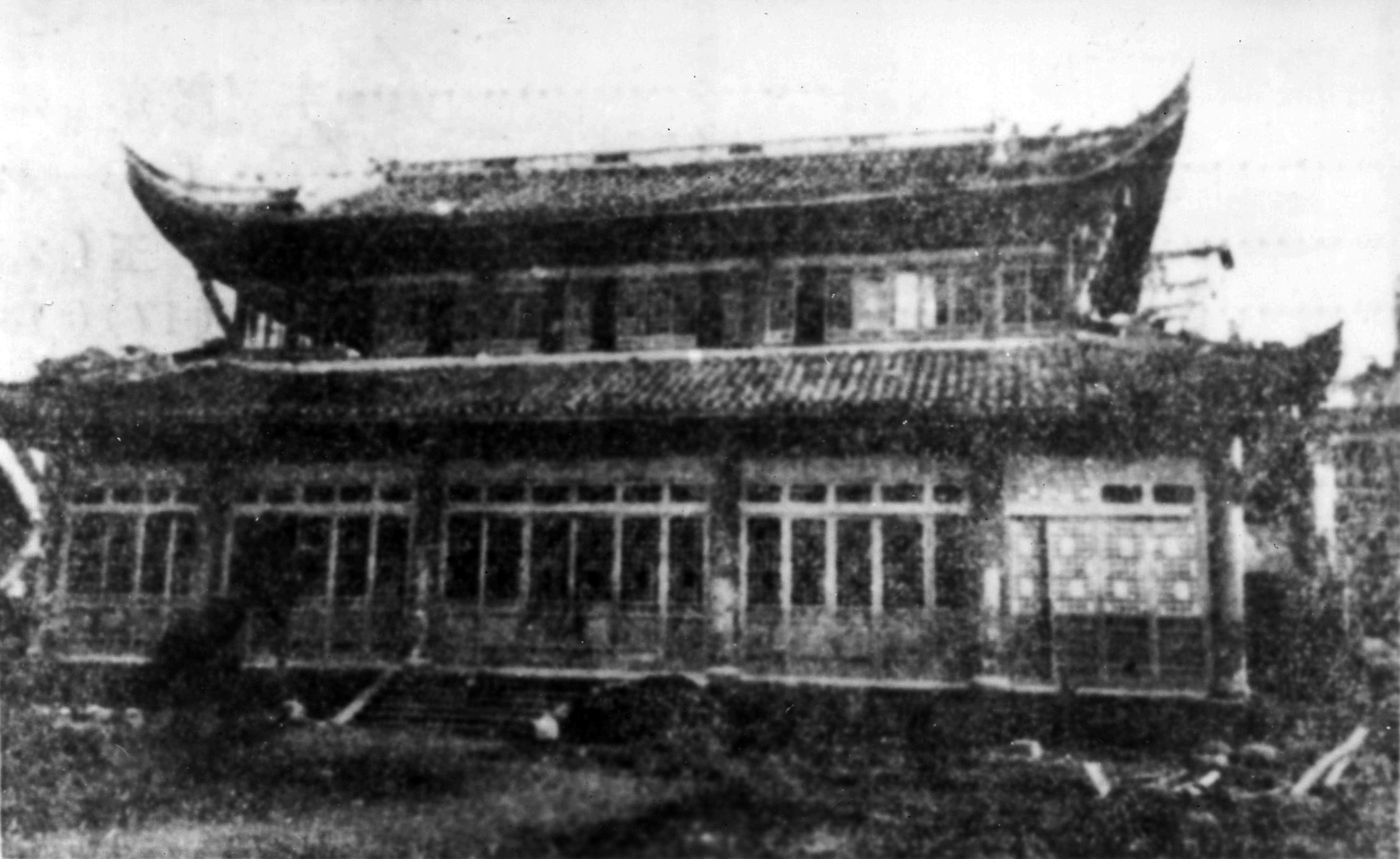

杨沧白先生纪念堂，俗称沧白堂，是为纪念辛亥革命先驱杨庶堪（字沧白）而建于重庆市的一座纪念建筑，原址位于今重庆市沧白路71号。现已无存。

## 历史
1942年8月，杨庶堪在重庆南岸逝世。此后，由蒋中正主祭，重庆国民政府政要张群等人亲自送其灵柩往重庆东泉安葬。1943年7月19日，重庆国民政府在重庆府中学堂旧址暨中国同盟会重庆支部旧址修建了“杨沧白先生纪念堂”，并将其所在的炮台街更名为“沧白路”。
1946年政治协商会议召开期间，在杨沧白先生纪念堂发生了“沧白堂事件”。
中华人民共和国成立后，1955年起，重庆市政协开始在此办公。1992年，沧白堂遭拆除，原址新建了重庆市政协办公大楼。2009年2月，重庆市政协迁往人民大厦，该大楼腾空。此后，经中共重庆市委、重庆市人民政府同意，民盟、民建、民进、九三学社、台盟等5个民主党派的重庆市委机关迁入该大楼，该大楼更名为“重庆民主党派大楼”。2010年，上述5个民主党派机关正式迁入大楼。